# Zugelassen – Gib der Liebe eine Chance
Zugelassen – Gib der Liebe eine Chance ist eine US-amerikanische Romantische Komödie von Paul Weitz aus dem Jahr 2013. Die Hauptrollen spielen Tina Fey und Paul Rudd. Der Film kam in den Vereinigten Staaten und Kanada am 22. März 2013 in die Kinos. Es ist eine Verfilmung des Romans Admission von Jean Hanff Korelitz.

## Handlung
Portia Frey ist seit 16 Jahren für die Zulassungen an der Princeton University zuständig. Hierfür besucht sie eine alternative Highschool, an der ihr ehemaliger Klassenkamerad John Pressman arbeitet. Dabei lernt sie den unkonventionellen Schüler Jeremiah Balakian kennen. Zurück am College trennt sich Portias langjähriger Freund Mark von ihr.
Portia war vor langer Zeit schwanger und gab das Kind zur Adoption frei. Nachdem sie die Geburtsurkunde von Jeremiah gesehen hat, ist sie überzeugt, dass es ihr Sohn ist. Jeremiah ist ein brillanter Schüler, hat aber so miserable Noten, dass er für den Besuch in Princeton ungeeignet ist. Da sie weiß, dass Princeton einen Skandal fürchtet, manipuliert sie die Akten um Jeremiah den Besuch zu ermöglichen. Dies fällt dem Vorgesetzten auf und er verlangt die Kündigung von Portia.
Später erfährt sie, dass sie sich getäuscht hat. Aufgrund eines Fotokopierfehlers war die Geburtsurkunde falsch und sie ist nicht seine biologische Mutter. Darauf geht Portia zur Adoptionsagentur, um ihren Sohn zu finden. Am Schluss erhält sie einen Brief, in dem ihr Sohn ihr mitteilt, dass er sie noch nicht treffen will. Anschließend beschließt sie mit Pressman und ihrem Sohn ein gemeinsames Leben zu führen.

## Produktion
Der Film basiert auf dem Roman Admission von Jean Hanff Korelitz. Er wurde am Campus der Princeton University und dem Manhattanville College in Purchase, New York gedreht. Der Trailer wurde am 20. November 2012 veröffentlicht. Der Film kam am 13. Februar 2014 als DVD in Deutschland auf den Markt.

## Rezeption
Admission erhielt gemischte Kritiken. Rotten Tomatoes gibt dem Film ein 38 % Rating basierend auf 143 Rezensionen. Gelobt werden die Hauptdarsteller und kritisiert das Drehbuch. Metacritic gibt eine durchschnittliche Punktzahl von 48 % bei 39 Bewertungen.
Der Filmdienst kritisiert, dass „das satirische Potenzial des Stoffs […] in der sentimentalen Romanverfilmung, die um jeden Preis eine romantische Komödie sein möchte, nicht zum Tragen [kommt]“ und hält den Film „trotz einer kompetenten Darstellerriege“ für „nur mäßig witzig und […] letztlich unbefriedigend.“